# 하연 (1376년)
하연(河演, 1376년 ~ 1453년)은 조선 초기의 영의정을 지낸 문신이자, 성리학자, 서예가, 시인으로 문종의 스승이다.
본관은 진양(晉陽). 자는 연량(淵亮), 호는 경재(敬齋) 또는 신희옹(新稀翁)이다. 1396년 식년문과(式年文科)에 급제하였다. 세종이 즉위한 뒤에 하연은 비서실장 격인 지신사(知申事)가 되었다. 이때 조정과 나라에 여러 일들이 많이 일어났는데 하연은 상왕 태종과 세종 사이에 오해와 불신이 없도록 조심히 일을 주선해 나가자 두 임금으로부터 각별한 은혜와 대우가 융숭하였다. 세종2년(1420)에는 예조참판으로 중국에 사신으로 갔다 왔다. 세종3년(1421) 전라도관찰출척사로 병마도절제사 권농 관학 사무와 제조 형옥 공사를 겸임하였다.
세종5년(1423) 대사헌으로서 조계종(曹溪宗) 등 불교 7종파를 선(禪)교(敎) 양종(兩宗) 36본산으로 통합하고 혁파된 사원의 토지와 노비는 국가로 환수하였다. 역설적으로 오늘날 조계종이 한국불교의 선불교의 주종을 이루게 한 이가 바로 하연이라는 사실이다.1425년 경상도관찰사가 되었고 예조참판을 거쳐 평안도관찰사가 되었다. 그 뒤 업무상 어떤 일로 모함을 받아, 책임을 지고 천안으로 귀양을 갔으나, 얼마 안 되어 세종의 부름을 받아 형조, 병조의 참판을 거쳐 1431년에는 홍문관 대제학과 예문관 대제학 및 성균관(成均館)의 대사성(大司成), 지성균관사(知成均館事) 등 나라 전체의 학문 관련 세 가지 최고 직위를 모두 겸직하는 문형(文衡)인 대제학이 되었다. 그 이후로 형조판서, 이조판서, 좌참찬 등을 거쳐 1445년에 좌찬성이 되었을 때 세종으로부터 궤장(几杖)을 받았다. 이어서 우의정·좌의정을 역임했으며, 1449년에 황희를 이어 영의정에 올랐다. 하연은 의정부에 들어간 이후, 약 20여 년 동안 원칙에 어긋남이 없이 공사간 법을 잘 지켜 조선왕조 500년의 역대 재상 중에서 유일하게도 '승평수문(昇平守文)의 재상'이라는 칭송을 받을 정도로 '청렴과 결백의 표상'이 된 인물이다. 1451년(문종 1)에 조선 문종이 대자암을 중수하려 하자 이를 반대하는 상소를 올리고, 벼슬에서 물러난 뒤, 1453년 타계했다. 이후 종묘 문종실에 배향공신이 되었다.

## 생애
하연(河演)은 1376년(고려 우왕 2년) 진주 여사촌에서 태어났다. 그의 집안은 대대로 고려의 관리를 역임했는데, 증조부 하즙은 원나라 기황후의 남동생 기삼만을 처단하는 데 앞장섰고, 할아버지 하윤원은 원주목사와 상주목사를 거쳐 대사헌을 지낼 당시 ‘그른 줄 알면서 잘못 판결하면 천벌을 받는다.[知非誤斷皇天降罰]’라는 여덟 글자를 집무실 벽에 걸어두고 민원을 공명정대하게 처리함으로써 명성을 얻었다.
그의 아버지 하자종은 이색, 정몽주, 길재 등과 교유했던 학자이자 문신이었지만 고려가 멸망하고 조선이 창건되자 두문동에 들어가 절의를 지켰다. 고려 말에 병부상서(兵部尙書)를 역임하였다. 아들 하연이 1396년(태조 5년) 식년문과에 급제하여 봉상시 녹사에 제수된 이후, 하자종은 1407년(태종 7) 공조참의를 제수받아 공물(貢物) 운반 책임자로 50마필을 명나라로 운반하였으며, 이 때 명나라 황제가 하사한 《고황후전(高皇后傳)》을 가지고 돌아왔다. 이후, 홍주목사·공안부윤·판청주목사 등을 지냈다. 세종은 그가 세상을 떠난 이후, 1447년에 좌의정(大匡輔國崇祿大夫左議政領經筵事)에 증직하였다.

### 정몽주의 제자가 되다
하연은 성리학자인 아버지 하자종으로부터 8세 때부터 유학을 배웠는데, 10세 무렵 아버지의 친구인 이색과 길재로부터 필법과 재주가 뛰어나다는 평을 받았다. 14세 때인 1389년부터 이웃에 살던 포은 정몽주의 문하에 들어가 본격적으로 성리학 공부를 했다. 당시 그는 정몽주를 부모님처럼 모셨고 그의 아들 정종본과는 친형제처럼 지냈다. 학문의 성취도 남달라서 그가 한양으로 내려갈 때 정몽주는 동구 밖까지 전송하며 “그대가 남쪽로 가니 우리 도(道)가 남(南)으로 간다.”라고 말할 정도였다. 그는 스승 정몽주가 다른 신료들이 꺼리던 사행과 종군하는 모습을 보면서 선비가 벼슬하는 것이 야망 때문이 아니라 백성을 위한 것임을 배웠다. 그 때문에 하연은 4년 뒤인 1392년 정몽주가 선죽교에서 이방원 일파에게 살해당하고 조선이 건국되면서 할아버지와 아버지가 두문동 72현으로 은거했으며 후에 아버지가 먼저 출사했고 자신도 조선 개국 초기에는 출사를 하지 않았지만 결국에는 새 왕조의 관직에 나갔다.

### 새 왕조에 출사하다
하연의 출사에는 아버지의 고종사촌 강회백의 영향이 매우 컸다. 손자 강희맹의 글에 따르면 강회백은 하연에게 “공은 좋은 벼슬을 하여 나라에 큰 정승이 될 것이라 향곡에서 늙을 사람이 아니다.”라면서 새 나라의 수도 한양으로 가라고 권했다고 한다. 강회백은 권근의 문인이었지만 이성계 일파의 건국에 반대하는 입장을 취하고 있었으므로 정몽주가 살해된 후 가족을 이끌고 진주로 낙향했다. 그 후 하륜의 도움으로 정계에 진출했는데, 하연과 자신의 처제인 이존성의 딸의 혼사를 성사시켜 동서지간이 되었다. 그의 아들 강석덕은 또 당대의 실권자였던 세종의 장인 심온의 여식을 아내로 맞이했다. 이처럼 왕실과 중첩된 혼맥 덕택에 하연은 복잡다단한 정계에서 순항할 수 있었다.
그는 예학의 대가인 권근의 제자 허조와 인연이 깊었다. 허조의 형 허주는 하연의 아버지 하자종의 상관이었다. 허주가 경기감사였을 때 하자종은 안산군수를 지냈고, 허주가 완산부윤일 때 하자종이 경차관이었다. 마찬가지로 하연이 예조참판이 되었을 때 허조는 예조판서였다. 이와 같은 배경으로 하연은 세종 대에 들어서 대제학을 거쳐 영의정이 되기까지 수차례 예조판서로 복무했다.
하연은 고지식한 재상 허조처럼 관직에 있을 때나 학문에 임할 때나 공히 원칙에 충실했으며 조심성이 많았고 엄격하여 주변 사람들이 함부로 청탁을 하지 못했다. 그러기에 훗날 하연이 영의정이 되자 허조는 자신이 착용하고 있던 서대(犀帶)를 전해주었다. 서대는 단령과 같은 관복을 입을 때 겨드랑이 아래 고리를 달아 띠를 걸어 가슴에 닿도록 하는 장식인데 1품관의 서대는 무소뿔로 장식되어 있었다. 하연이 받은 서대는 국초부터 의정부의 정승에게 차례로 전해 내려오던 것으로 좌주가 문생에게 전해주는 것이 관례였다.

### 당대의 문사들에게 추앙을 받다
《경재집》에 따르면 하연은 자신과 비슷한 벼슬을 지냈던 이효인, 민의생, 조서강, 이석형, 남지 등과 매우 가깝게 지냈다. 그들은 하연과 마찬가지로 보수적인 원칙주의자였는데, 모두가 예조에 있을 때 명나라에 사신으로 다녀온 인연이 있었다. 하연은 말년에 문종의 스승으로서 금성대군, 안평대군, 젊은 집현전 학사들과 함께 서화를 감상하고 시문을 지으며 교유했다. 특히 예술적 감각이 뛰어났던 안평대군은 많은 문사와 승려에게 소상팔경(瀟湘八景)의 시를 지어달라고 요청했다. 소상팔경(瀟湘八景)이란 중국의 소수(瀟水)와 상수(湘水)의 여덟 군데의 경치를 지칭하는데, 조선의 시인묵객들은 그 정경을 상상하면서 시를 짓고 그림을 그렸다. 당시 안평대군으로부터 초대받은 사람들 가운데 하연을 비롯한 9명만이 1447년에 안견이 그린 〈몽유도원도(夢遊桃園圖)〉에 찬시를 썼으며, 수많은 문사들이 그에게 시문 요청이 쇄도한 것은 당대에 하연의 시서화의 필력이 가히 어느 정도임을 짐작할 수 있다.

### 불편부당의 길

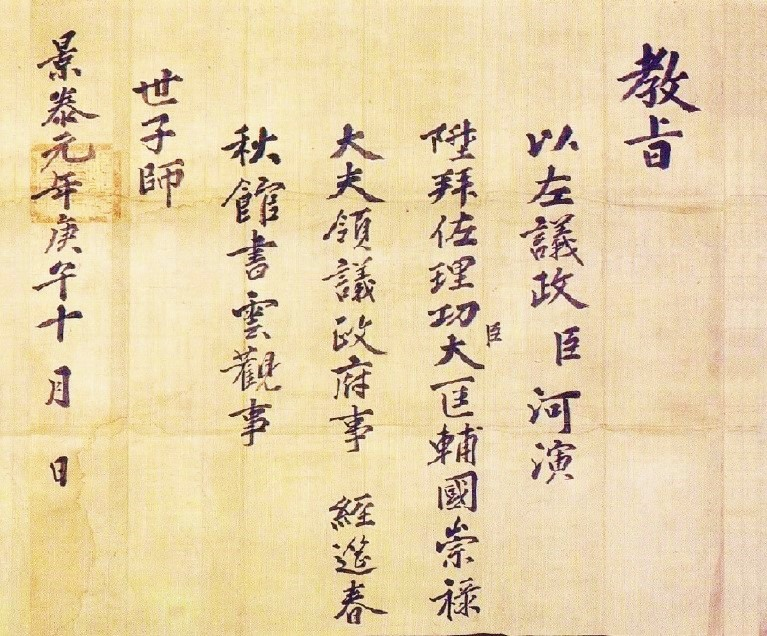
하연 선생의 영의정 교지

하연이 과거에 급제한 뒤 조정에 나오자 권근은 그가 장차 높은 벼슬에 올라 천지의 덕을 조화시킬 것이라면서 “특히 경술이 이미 어수(魚水)의 기회를 만났으니 모름지기 업적을 이루어 국가의 기초를 보좌할 것이다.”라고 칭찬했다.
정도전, 하륜, 권근 등 조선을 세운 신진사대부들은 숭유억불정책을 바탕으로 성리학을 정치이념으로 정착시키는 동시에 사회개혁과 국가운영의 기본이념으로 삼았다. 그들의 후예들이 집현전과 홍문관을 중심으로 많은 서적을 편찬하면서 성리학을 널리 펼쳤다. 하연 역시 신진사대부의 일원으로서 태조와 정종대의 암중모색 단계를 거쳐 27세 때인 1402(태종 2년)에 사헌부 감찰이 되었고, 예조좌랑, 병조좌랑, 이조정랑 등의 요직을 섭렵했다. 39세 때인 1414년(태종 14년)에 사헌부 장령, 2년 뒤에는 사헌부 집의가 되었다. 사헌부는 나라의 기강을 세우는 중요한 관아였으므로 장령과 집의는 문과 급제자 중 청렴 강직하여 시류에 영합하지 않는 인물을 뽑는 것이 원칙이었다.
42세 때인 1417년(태종 17년)에 태종은 그의 손을 잡고 “경이 사헌부에 있을 때 홀로 그 직책을 다했으므로 그때부터 내가 잘 알았다.”라고 치하하며 승정원 동부대언에 제수했다. 태종이 그의 강직한 태도와 언변을 직시했음을 보여준다. 세종이 즉위한 뒤에 하연은 비서실장 격인 지신사로서 신중하게 처신하여 신임을 받았다. 1419년(세종 원년)에 그는 참찬관으로서 경연에 참여하여 《대학연의》를 강론했다. 《대학연의》는 주희의 제자인 남송의 유학자 진덕수가 지은 책으로 역대 중국 제왕의 역사적 사례를 대학의 순서인 ‘격물치지(格物致知)·성의정심(誠意正心)·수신(修身)·제가(齊家)’대로 논하고 있다.

### 불교개혁 선도
1423년(세종 5년) 대사헌으로 복무할 때 그는 상소문을 올려 불교의 현실적인 폐단을 지적하고 개혁의 불가피성을 강조했다. 당시 그는 철저히 성리학의 입장에서 불교를 배척했는데 현재까지 상소문의 일부 내용이 전해지고 있다.

| “ | 일찍이 구담씨가 군부를 버리고 작위도 사절하여 머리를 깎고 산중에 거처하여 그 도를 이루게 되었다는데, 그 뒤에 사람들이 혹 믿기도 하고 혹 배척하기도 했습니다. 신 등이 가만히 생각해보니, 동포인 백성들이 기아를 면치 못하고 있는데 놀고먹는 승려들이 그들을 꾀어 먹을 것을 앗아가는 것부터 벌써 사리에 어긋나는 일입니다. 이런 판국에 무엇 때문에 그들에게 논밭을 주어 생활을 풍족하게 합니까? | ” |

사원의 토지와 그 안에 사는 승려의 수효를 비교해 보면, 영통사의 밭이 2백결인데 살고 있는 승려는 겨우 7명이요, 운암사의 밭이 2백결인데 살고 있는 승려는 겨우 4명이며, 흥덕사의 밭이 2백 50결인데 살고 있는 승려는 겨우 20명이며, 흥복사의 밭이 140결인데 살고 있는 승려가 10명입니다. 이것으로 보아 나머지 다른 절의 사정도 마찬가지일 것입니다. 그 밖에 사원에서 소유하고 있는 1만 1천 1백여 결의 좋은 밭이 그처럼 버려져 있으니, 참으로 개탄할 일입니다.”
하연은 이 상소문을 통해 현재 불교 사원에서 소유하고 있는 대규모 토지 때문에 백성들이 고통받고 있다고 지적하고 있다. 백성들은 기아선상에서 허덕이고 있는데 승려들은 놀고 먹으면서 세금조차 내지 않고 있으니 이와 같은 부조리를 하루빨리 시정해야 한다고 주장하고 있다. 이는 불교 자체를 비난하기보다는 현실적인 불교의 폐단을 고치자는 제안이었다. 이런 하연의 주장을 가납한 세종은 불교의 조계종을 비롯한 7종파를 선교 양종, 36본산으로 통합하고, 혁파된 사원의 토지와 노비는 국가에 환수했다.
이처럼 하연은 숭유억불이라는 조선의 건국이념을 합리적인 관점에서 실천하고자 했다. 영의정으로 재임하던 1451년(문종 원년) 문종이 대자암을 중수하려고 하자 극력 반대하면서 사임하기까지 했다. 부모님이 돌아가셨을 때는 《주자가례》에 따라 삼년상을 치렀고, 자신의 임종이 임박하자 자손들에게 불교식 장례를 치르지 말라고 유언했다. 이런 전력으로 볼 때 그는 천상 유학자였다.

### 《경상도지리지》편찬
경상도 관찰사로 있던 1425년(세종 7년)부터 하연은 국가기반을 다지는 데 정성을 쏟았는데, 그 결과물이 《경상도지리지》와 《오례의》 편찬이었다. 특히 《경상도지리지》는 1424년(세종 7년)에 왕명으로 착수하여 1여년 만에 완성되었다. 이 책은 훗날 《세종실록지리지》의 모태가 되었다는 점에서 매우 주목된다. 이 책은 현존하는 조선시대 지리지 중 가장 오래된 것이며, 고려시대에 편찬된 《삼국사기》 지리지 다음 가는 오래된 지리지로 내용이 풍부하고 상세하여 사료적 가치가 매우 높다.
이 책의 서문에 의하면 왕명으로 《신찬팔도지리지》를 편찬하게 되자 예조를 통하여 각 도의 도지를 만들어 춘추관에 보내도록 통첩했다. 이에 따라 경상도 관찰사였던 하연과 대구군사 금유, 인동 현감 김빈 등이 편찬했다. 이때 만들어진 다른 지방의 지리지는 모두 소실되었지만 《경상도지리지》만은 온전하게 살아남았다. 현재 전해지는 책은 원본이 아니라 필사본으로 경상도 감영에 보관되었던 것인데, 말미에 “이하십이장무(以下十二張無)”라는 추기가 있는 것으로 보아 뒷부분의 12장이 보관 도중 손상되어 떨어져 나간 것으로 보인다. 이 책이 여타 지리서와 다른 점은 산성, 읍성에 보이는 결부제(結負制)의 기록이다. 결부제는 토지의 면적과 그 토지의 수확량을 이중으로 표시하는 독특한 제도이다. 이는 중앙의 지시에 의한 것이 아니라 하연의 독자적인 아이디어였다. 지도에서 단순히 성벽의 길이만 나타내는 것보다는 성벽으로 둘러싸인 내부의 면적을 밝히는 것이 더 합리적이라고 생각했던 모양이다. 이와 같은 하연의 시도를 중앙정부의 담당자들은 일종의 기밀누설이라고 보았던지 《세종실록지리지》에는 성의 내부 면적이 기록되지 않았다.

### 예의와 효도 몸소 실천
하연은 55세 때인 1430년(세종 12년)부터 허조와 함께 《오례의》의 〈길례〉 부분을 편찬하기 시작했다. 그 때문이었는지 하연은 법과 예에 어긋나는 행동을 경계하는 상소문을 수차례 올렸다. 특히 그는 중국에서 법과 예에 어긋나서 일어난 폐단을 예로 들면서 남의 이목을 생각하지 않고 자신이 옳다고 생각한 부분을 강력하게 주장했다. 실제로 그는 친족 간에 어질게 대했으며 친구를 저버리지 않고 경조사를 폐하지 않았으며 가산을 모으지 않고, 평소 화를 내지 않아 집안이 화목했다. 또 새벽에 일어나 의관을 정제하고 대궐 쪽을 향해 앉았으며, 좌우에 서책을 쌓아두고 독서나 시문에 몰두했다.
그는 효성도 지극해서 조정 업무 때문에 돈의문 밖에 살고 있던 부모님을 아침저녁으로 문안드릴 수 없게 되자 아예 거처를 돈의문 밖으로 옮기고 옆에 부모님의 집을 지어 구경당(具慶堂)이라고 이름 붙였다. 그의 부모님은 이런 자식의 효도를 받으며 80세 이상 장수를 누렸다. 또 다섯 형제끼리 우애가 좋았지만 서로 만날 때는 반드시 예의를 지켰다. 56세 때인 1431년(세종 13년)에 하연은 세칭 문형(文衡)이라는 예문관 대제학에 임명되었다. 이 직책은 겸임직으로 당대에 학문과 인품이 뛰어나고 가문에도 하자가 없는 학자에게 주어지는 최고의 명예직이었다. 수많은 천재들이 명멸한 세종 시기에 하연의 학문과 인품이 공식적으로 인정받고 있었던 것이다.
1437년(세종 19년)부터 하연은 판이조사로서 이조의 일을 맡아 토지의 평균을 내어 세금을 매기는 공세법(貢稅法. 연분9등, 전분6등)을 마련했고, 1442년에는 각 품의 행수법(行守法)을 제정했다. 행수법에서 행(行)은 관직이 품계보다 낮을 때 붙이며, 수(守)는 반대로 관직이 품계보다 높을 때 붙인다. 품계와 관직 체계를 정밀하게 구분한 것이다. 그는 평소 사대부를 예로써 접대하여 문 앞에 기다리는 손님이 없었는데 이조에서 5년 동안 봉직하면서 일체의 사사로운 면회를 받아들이지 않아 배척 당하기까지 했지만 결코 뜻을 바꾸지 않았다. 그처럼 원리원칙을 지키고 공사의 구분을 명확히 하여 일을 처리했으므로 임금이나 동료들의 잘못을 지적하는 데도 거리낌이 없었다.

### 노블레스 오블리주의 표상
1445년(세종 27년) 하연은 좌찬성을 거쳐 우의정에 올랐다. 그해에 전시독권관이 되어 강희맹 등 25인을 뽑았고 또 중시독권관이 되어 성삼문, 신숙주, 이개, 박팽년 등 19인을 뽑았다. 그해에 70세가 되어 궤장을 받은 다음 두 차례나 사직 상소를 올렸지만 세종은 허락하지 않았다. 이에 스스로의 마음을 가다듬는 ‘잠(箴)’을 지어 정신을 수양했으며, 금성대군의 부탁으로 기문을 짓는 등 글 짓는 일과 수양을 계속했다. 좌의정으로 복무하던 1449년(세종 31년)에 그는 진주향교 사교당의 요청으로 기문을 썼는데, 이 글에 그의 학문관이 잘 나타나 있다.

| “ | 학문하는 도가 두 가지가 있다. 실제로 힘쓰는 학문과 이름만을 힘쓰는 학문이 그것이다. 실제로 힘쓰고 그 밖은 돌아보지 않는 것은 자신을 위해서 하는 학문이고, 이름만 힘써 이름에 매달리는 습관에서 벗어나지 못하는 것은 남을 위해서 하는 학문이다. 사람이 세상에 태어나 8세가 되면 소학에 들어가서 대학의 가르침에 이르기까지 날마다 하는 일, 음식 먹고 하는 행동, 한 마디 언어가 학문이 아닌 것이 없다. 그것을 두 배로 북돋우고 함양하고 수양하여 차례대로 나아간다.마침내 성공에 이르게 되면 덕성을 존중하고 경학을 연구하게 되는데, 뜻하지 않아도 문장이 의리의 근본에서 나오게 되고, 뜻하지 않아도 정치가 도덕의 작용으로 나타나게 된다. 이것이 마음을 바로잡고 몸을 닦는 것이니 나라를 다스리고 천하를 편하게 하는 근본이 된다. | ” |

이 글에서 하연은 학문을 하는 목적이 일상생활에서 적용하는 실무를 위해서라고 주장하고 있다. 곧 평소에 자신을 수양하여 학문에 정진하다 보면 그것이 나도 모르는 사이에 밖으로 드러나서 문장으로 드러나고 크게는 나라를 잘 다스리는 근본이 된다는 것이다. 이는 《대학》에 나오는 ‘수신제가치국평천하(修身齊家治國平天下)’와 일맥상통한다. 천하를 제대로 다스리려면심신 수양이 우선이라는 뜻이겠다.
그해 8월 요동지방에 야선(也先)이 이끄는 타타르족이 침입하여 변경이 소란해지고, 두만강 인근에서도 여진족의 움직임이 수상했다. 이에 따라 세종은 김종서를 평안도 도체찰사로 임명하여 북방을 경계하게 했다. 그러자 하연은 아들 하우명으로 하여금 군문에 들어가 김종서를 보좌하게 했다. 그가 정승의 입장에서 혈육의 정보다는 국가 안보를 더욱 중요하게 여겼던 것이다. 실로 그는 오늘날에도 보기 드문 노블레스 오블리주의 주역이었다. 1451년(문종 1년) 영의정에서 물러난 하연은 1453년에 78세를 일기로 세상을 떠나 인천 소래산 묘소에 묻혔다. 이듬해인 1454년에 문종의 묘정에 배향되었다. 시호는 문효(文孝)이다.

## 학문과 사상

### 절의파 사대부 사상을 계승한 대표적인성리학자
하연은 고려 절의파(節義派) 사대부인 정몽주의 제자이며, 조선 개국을 반대한 고려의 유신(儒臣) ‘두문동(杜門洞) 72현’ 중 한 사람인 하자종의 아들로서 절의파 사대부의 사상을 계승한 대표적인 성리학자이다. 하연의 성리학 이해 수준은 ‘효(孝)’에 대한 이해는 이미 일상생활 속에서 실천하고 있었으며, ‘경(敬)’에 대한 이해는 북송대 성리학자들의 의리론(義理論) 단계를 벗어나서, 남송대 주자의 『경재잠(敬齋箴)』을 수용할 정도로 선구적이었다. 즉, 하연은 고려 말 절의파 사대부인 정몽주의 의리론을 계승하여 수양론(修養論)으로 그 이해의 단계를 진전시켰다.

### 단종 왕위계승의 결정적 역할과 정치적 결단력
하연은 문종이 병약하여 위기에 처했을 때, 수양대군의 야욕을 일찍부터 알고 있었던터라 이를 전혀 내색하지 않고 문종의 섭정(1451.02.17~1451.07.13)을 맡아 위기를 넘김으로서 이후 어린 단종이 왕위를 계승하는데 결정적인 역할을 제공했다. 단종 원년에 타계하기 전 모든 관직에서 물러난 이후 자손들에게 세월이 심상치 않으니 관직에 연연하지 말고 초야로 돌아와 학문연구와 농사짓기를 권고했다고 한다. 이후 계유정난을 일으킨 수양대군이 왕위를 찬탈하고 난 뒤에 하연의 자손들에게 수차례 관직을 제수하였으나 자손들은 여러 가지 이유를 내세워 초야에 묻혀 정치를 멀리했다.

### 일화
하연은 효성이 지극하여 조정 업무 때문에 돈의문 밖에 살고 있던 부모님을 아침저녁으로 문안드릴 수 없게 되자, 아예 돈의문 밖으로 가택을 옮기고 난 뒤 부모님의 집을 신축하여 구경당(具慶堂)이라고 이름 붙였다. 그의 부모님은 자식의 이러한 효성으로 80세 이상의 장수를 누렸다. 또한 그는 부모님이 세상을 떠나자, 구경당을 선인(先人)이 거처했던 곳이라고 하여 해마다 수리하고 이엉을 덮어서 영모당(永慕堂)이라고 명명하여 새로이 불렀다. 또 다섯 형제끼리 우애가 돈독하여 위아래로 서로 간 반드시 말과 행동에 있어서 예의를 지켰다. 또한 그의 부인인 정경부인 이씨의 초상화는 조선조 귀부인 복식사 연구에 있어서 아주 희귀 자료로 남아 있다.

## 대표 저서
- 『경재집(敬齋集)』
- 『경상도지리지(慶尙道地理志)』
- 『진양연고(晉陽聯藁)』
- 『경상도영주제명기』(慶尙道營主題名記)

## 상훈과 추모
- 1419년에 조선 개국후 처음 실시한 경연의 최초 참찬관(參贊官)
- 문종의 스승 '세자사(世子師)'
- 간관의 직무 수행 태종의 극찬[11]
- 1445년 우의정 재직시(70세), 세종의 궤장(几杖)하사[12]
- 1449년 좌리공신(佐理功臣) 녹훈
- 1453년 별세하자, 단종은 3일간 조회 중단하고 애도
- 1454년 문종의 묘정(종묘) 배향[13]
- 1455년 좌익원종공신 2등 추훈[14]
- 숙종 때 진주의 종천서원(宗川書院), 합천의 신천서원(新川書院) 제향
- 조선왕조 500년 청백리 157인(1463년 세조 9년 9월 세조의 명에 의해 청백리로 지정)

## 가계
- 증조부 : 하즙(河楫)

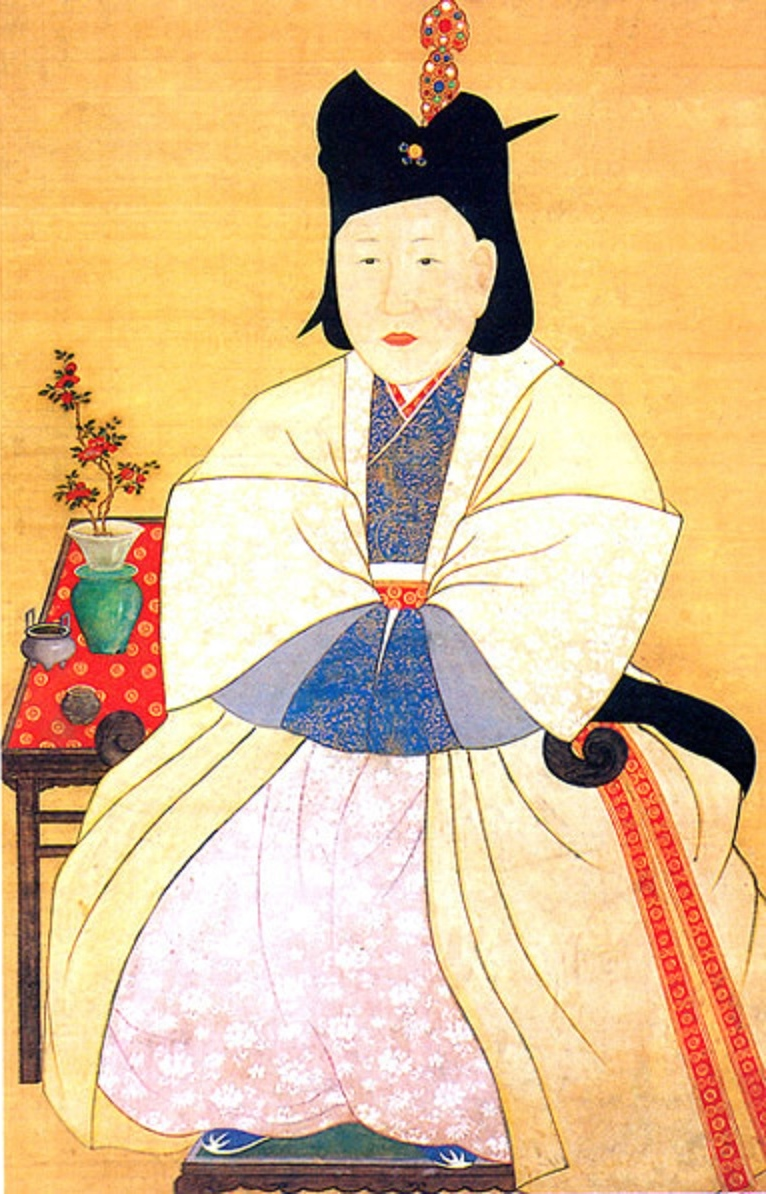
성산 이씨 정경부인 영정

  - 조부 : 하윤원(河允源, 진산부원군 사헌부대사헌)
  - 조모 : 청주 한씨(淸州韓氏, 정경부인)
    - 아버지 : 하자종(河自宗, 증좌의정)
    - 어머니 : 진양 정씨(晉陽鄭氏, 정경부인)
      - 부인 : 정경부인 성산 이씨
        - 장자 : 하효명(孝明, 증이조참판)
        - 차자 : 하제명(悌明, 예조좌랑) - 심선의 매형
        - 삼자 : 하우명(友明, 동지중추부사)
        - 딸 : 정부인 진양 하씨
        - 사위 : 한성판윤 유경생(柳京生)

      - 형 : 하왕(瀇, 병조판서)
      - 형 : 하형(泂, 관찰사)
      - 동생 : 하결(潔, 대사간)
      - 동생 : 하부(溥, 증영의정)

## 관련 인물

### 종파 인물
- 하륜

### 문파 인물
- 하위지

### 직계 후손
- 하태원(8세손, 유학자, 사천조동 문중 創門人 제1세)
- 하장수(17세손, 유학자, 사회운동가, 한말 애국지사)
- 하재세(18세손, 유학자, 교육자)
- 하승무(20세손, 역사신학자, 시인)[15][16][17]
- 하경덕(21세손, 한국 최초의 사회학자, 언론인)[18][19]

### 기타 인물
- 주자 · 이색 · 길재 · 정몽주 · 태종 · 세종대왕 · 문종 · 안평대군 · 금성대군 · 권근 · 황희 · 안견 · 허조 · 심온 · 남지 · 이석형 · 강희맹 · 성삼문 · 이개 · 박팽년 · 신숙주

## 관련 문화재
- 경상도영주제명기,하연 저(보물 제2039호)
- 구례 외산리 하연유적비 - 전라남도 문화재자료 제276호
- 문효공과 정경부인 영정 - 전라북도 유형문화재 제81호
- 백산서원 - 전라북도 문화재자료 제160호
- 하연 선생 묘 - 시흥시 향토유적 제3호
- 하연 경재문집 목판 - 경상남도 유형문화재 제171호
- 신천서원(新川書院) - 경상북도 문화재자료 제139호
- 종천서원(宗川書院) - 경상남도 문화재 자료 230호

## 참고 및 관련 문헌
- 『하연선생』진양하씨대종문회
- 『등과록전편(登科錄前編)』(규장각한국학연구원)
- 『향토문화전자대전』한국학중앙연구원
- 『韓國史人物列傳』이상각
- 『세종실록(世宗實錄)』
- 『문종실록(文宗實錄)』
- 『단종실록(端宗實錄)』
- 『신증동국여지승람(新增東國輿地勝覽)』
- 『국조방목(國朝榜目)』
- 『해동명신록(海東名臣錄)』
- 『사숙재집(私淑齋集)』
- 『경재집(敬齋集)』
- 『연려실기술(燃藜室記述)』
- 『영남인물고(嶺南人物考)』
- 『청선고(淸選考)』

## 관련 작품

### 드라마
- 《용의 눈물》(KBS, 1996년~1998년, 배우:김효원)
- 《뿌리 깊은 나무》(SBS, 2011년, 배우:이종구)
- 《장영실》(KBS, 2016년, 배우:손병호)